# Hautilo
Hautilo ist eine osttimoresische Aldeia im Suco Manelobas (Verwaltungsamt Maubisse, Gemeinde Ainaro). 2015 lebten in der Aldeia 154 Menschen.

## Geographie und Einrichtungen
Hautilo liegt im Südosten des Sucos Manelobas. Westlich befinden sich die Aldeias Ernaro und Cotomata und nördlich die Aldeia Hautei. Im Süden grenzt Hautilo an den Suco Manetú und im Osten an das Verwaltungsamt Turiscai (Gemeinde Manufahi) mit seinem Suco Aitemua.
Die Besiedlung besteht  aus einzeln und in kleinen Gruppen stehenden Häusern, so im Südosten, im Zentrum und entlang der einzigen Straße, die grob der Westgrenze folgt. An ihr steht auch im Süden die Kapelle Manelobas. Weiter nördlich liegt an der Straße der Friedhof Hautilo.